# Objekt (genstand)
 For alternative betydninger, se Objekt. (Se også artikler, som begynder med Objekt)
Et objekt er en livløs fysisk genstand eller legeme, som ikke er en levende organisme, og som består af et materiale med masse og fylde, til forskel fra de abstrakte objektbegreber i matematik, filosofi eller grammatik.
Den fysiske genstand har en struktur, som findes håndgribeligt i rum og tid, og opstod af et stof enten ved naturens kræfter eller fremstillet kunstigt (kunststof) af levende væsner, herunder mennesket. Objektet kan derfor betragtes og undersøges i fysisk rum af sanserne hos mennesket eller andre levende væsner.
De allermindste kendte objekter er partikler på størrelse med en eller flere atomer, der har en masse og fylde i rummet. Hermed opstår der diskussion om, hvor lille skal en partikel være for stadig at være et fysisk objekt og ikke blot en samling energi.
Objekter kan være i forskellige tilstande af samme stof, for eksempel fast stof, flydende væske eller flygtig gasform. Partikler kan omdannes til energi og skifte tilstand, for eksempel kan man brænde et objekt, som derved omdannes til varme og lysenergi, eller gå over til gasform.
Navnet objekt stammer fra latin objectum: "det, som ligger der". På dansk hedder det genstand (fra tysk Gegenstand, som betyder "det, der står lige overfor"), eller en fysisk ting.